# Tanindrana
 (août 2013).
Si vous disposez d'ouvrages ou d'articles de référence ou si vous connaissez des sites web de qualité traitant du thème abordé ici, merci de compléter l'article en donnant les références utiles à sa vérifiabilité et en les liant à la section « Notes et références ».
Les Tanindrana forment un ensemble de peuples de malgaches dont le territoire traditionnel touche les régions du littoral ou s'y trouve associé, du point de vue des Merina servant de point de référence. Dans la langue merina, 'indrana' signifiait 'côté', 'bordure' ou 'périphérie'. 
Ainsi, sont également assimilés 'tanindrana' (ou « côtiers », d'après la traduction française habituelle) les peuples bara, tanala, zafimaniry ou encore bezanozano habitant bien loin de la côte. Curieusement cependant, les Betsileo et, dans une mesure un peu moindre, les Sihanaka ne sont pas en général considérés comme 'tanindrana'. La raison en est sans doute d'ordre culturel ou historique. 
À l'époque moderne, dans l'usage politique, 'tanindrana' sert surtout à désigner la coalition des peuples s'opposant au « pouvoir merina ». Dans ce sens particulier, même les Betsileo et les Sihanaka peuvent également être intégrés parmi les Tanindrana, comme l'avait déjà fait le PADESM après la Seconde Guerre mondiale.